# 13th Procession
13th Procession est un groupe français de musique folk. On peut ainsi lire à son sujet dans Télérama :"La musique de 13th Procession est avant tout l’envie de revenir à l’essentiel, à l’intime, où chaque note ravive en nous le parfum du voyage.

## Biographie
Le duo est composé de Juliette Richards, chant et tambour et Baptiste Solerg, guitare et ukulélé tous deux originaires du Havre, le duo tire son nom du 13ème arrondissement de Paris au sein duquel habitaient les deux membres du duo au moment de sa fondation. Baptiste Solerg compose la musique du duo et Juliette Richards écrit la mélodie et les paroles des chansons. Le groupe est fondé en 2012, lorsque ces deux membres du groupe Golden Gloss & the Cannon liés par un attrait commun pour la musique folk décident de démarrer ensemble ce nouveau projet, motivés par un "besoin de musique intimiste". Ils sont influencés par des artistes tels qu'Alela Diane John Fahey, Sufjan Stevens, mais aussi Lana Del Rey, The Kills, Breakbot et The Brian Jonestown Massacre.
De 2012 à 2016, le duo réalise quelques concerts, participant notamment à l'édition 2014 du festival We Love Le Havre au cours duquel ils figurent sur la compilation I Love LH 5. Mais c'est réellement en 2016 que le duo décide de passer à la vitesse supérieure. Ainsi ils se lancent dans l'enregistrement de leur premier album Shed. L'album est réalisé par Alex Firla réalisateur artistique ayant notamment travaillé avec Exsonvaldes et Phoenix.
Il sort dans un premier temps exclusivement au Havre en septembre 2016 à la suite d'un concert du duo au Tetris, puis le 24 février 2017, il paraît dans toute la France chez Melmax Music. A cette occasion le groupe réalise une tournée en compagnie du groupe d'indie rock anglais South Island Son.
L'album contient 6 morceaux dans sa version originale mais est aujourd'hui disponible en version 8 titres.Les bonus ont été enregistrés au studio Parr Street à Liverpool, par Tony Draper, en compagnie de musiciens notamment issus de South Island Son